# فهرست نمایش‌های ایرانی پیش از اسلام
تاریخ نمایش در ایران مانند دیگر هنرها به هزاران سال پیش می‌رسد. در ایران نیز ریشه نمایش را باید میان جشن‌ها، آیین‌ها، اساطیر و اشعار بررسی کرد. این نوشتار به فهرست نمایش‌های گوناگون در ایران پیش از اسلام می‌پردازد.
- آیین‌های ستایش: خواندن سرودهای دینی، سرودهای اوستا و حرکات موزون از جمله آیین‌هایی بود که در جشن‌هایی مانند مهرگان، سده، نوروز و نظایر آن وجود داشت. و در آن ستایش پروردگار و شخصیت‌های اسطوره‌ای به همراه حرکات موزون انجام می‌شد.
- قوالی: در کنار حرکات موزون و سرودها، نقل داستان‌ها نیز رواج داشت. در اجتماع‌ها، اهالی می‌نشستند و به آن چه پهلوانی در شرح جنگ‌ها می‌گفت گوش می‌دادند. هر چند قوالی در واقع نقل داستان، به آواز یا همراه موسیقی بود، اما همین قوالی منجر به قصه سرایی و بیان نمایشی یک داستان می‌شد.
- سوگ سیاوش (سیاوشان): سیاوش پسر کیکاوس پادشاه ایران نمادی از پاکی است که به فتنه «گرسیوز» و به دست «گروی زره» کشته شد. با کشته شدن او هر معصومیت در ایران است که با توطئه ساله مراسمی که نوعی عزاداری بود برگزار می‌شد، که به عنوان مویه بر مرگ سیاوش یا «سووشون» مشهور است. مردم مناطق مختلف ایران این آیین را برگزار می‌کردند. هنوز هم در جنوب ایران این آیین برپا می‌شود. این آیین پس از اسلام به شکل تعزیه دنبال شد.
- مغ کشی: این مراسم که در دوران هخامنشی پاگرفته است، با یاد قتل گئومات مغ  بر تخت نشست برگزار می‌شد. مغ‌کشی نمایشی سیاسی و تبلیغاتی بود.
- نمایش میرنوروزی: این نمایش نمایانگر ستایش و سپاس از بهار بود که به مرور به نمایش«نوروزی خوانی» تبدیل شد.
- آتش افروزی: از جمله رسم‌های ایرانیان، افروختن آتش و پایکوبی در اطراف حلقه‌های آتش بود. آنچه از این رسم مانده تنها افروختن بوته هاست و دیگر بازی‌هایی که در شب چهارشنبه آخر سال برگزار می‌شود.